# 緣邊鑽嘴魚
緣邊鑽嘴魚（学名：Gerres limbatus），又名緣邊銀鱸、碗米仔，为鑽嘴魚科銀鱸屬下的一个种。

## 扩展阅读
- 維基物種上的相關：緣邊鑽嘴魚